# Municipio de Villa Hidalgo Yalálag
El municipio de Villa Hidalgo Yalálag es uno de los 570 municipios que conforman el estado mexicano de Oaxaca. Su cabecera municipal es Villa Hidalgo Yalalag, que se ubica a 104 km de la capital del estado, y su localidad más poblada es la Agencia Municipal de Villa Hidalgo.

## Toponimia
También conocida como Yalalag que significa cerro que tira agua. Su etimología viene de esta forma: Yá - Cerro, Llrag’ - Derramar, G’ - Agua. “Cerro que Derrama Agua”.

## Historia
Recibió la categoría de Villa y la denominación Hidalgo el 16 de noviembre de 1877 por el decreto número 35. Anteriormente recibía el nombre de San Juan Yalalag. Se dice que su fundación fue a partir de la llegada de 20 familias al lugar en 1191, procedentes Totolipilla. Asimismo se cree que los fundadores fueron un puesto de vigilancia del ejército zapoteco para contener el avance de la Nación Mixe. Estos puestos avanzados se convirtieron más tarde en pueblos durante la conquista española. En 1993 el municipio de Villa Hidalgo Yalálag fue renombrado a únicamente «Villa Hidalgo». En marzo de 2023 recuperó su nombre original de Villa Hidalgo Yalálag.

## Ubicación
El municipio es parte de la Sierra Norte en el Distrito de Villa Alta y se localiza en los cerros de Guadalupe, el cerro del gallo y el de San Antonio. Su clima predominante es el seco. Los árboles de la zona incluyen los pinos, ocotes y encinos, así como plantas de tulipán y bugambilia. La Fauna incluye varias especies de aves y mamíferos como tecolote, zorros, tejones, armadillos y víboras de cascabel.

## Demografía
Aproximadamente la mitad de la población habla una lengua indígena. Tiene un grado de marginalización muy alto con 42.86% de la población que vive en pobreza extrema.